# 山梔窩

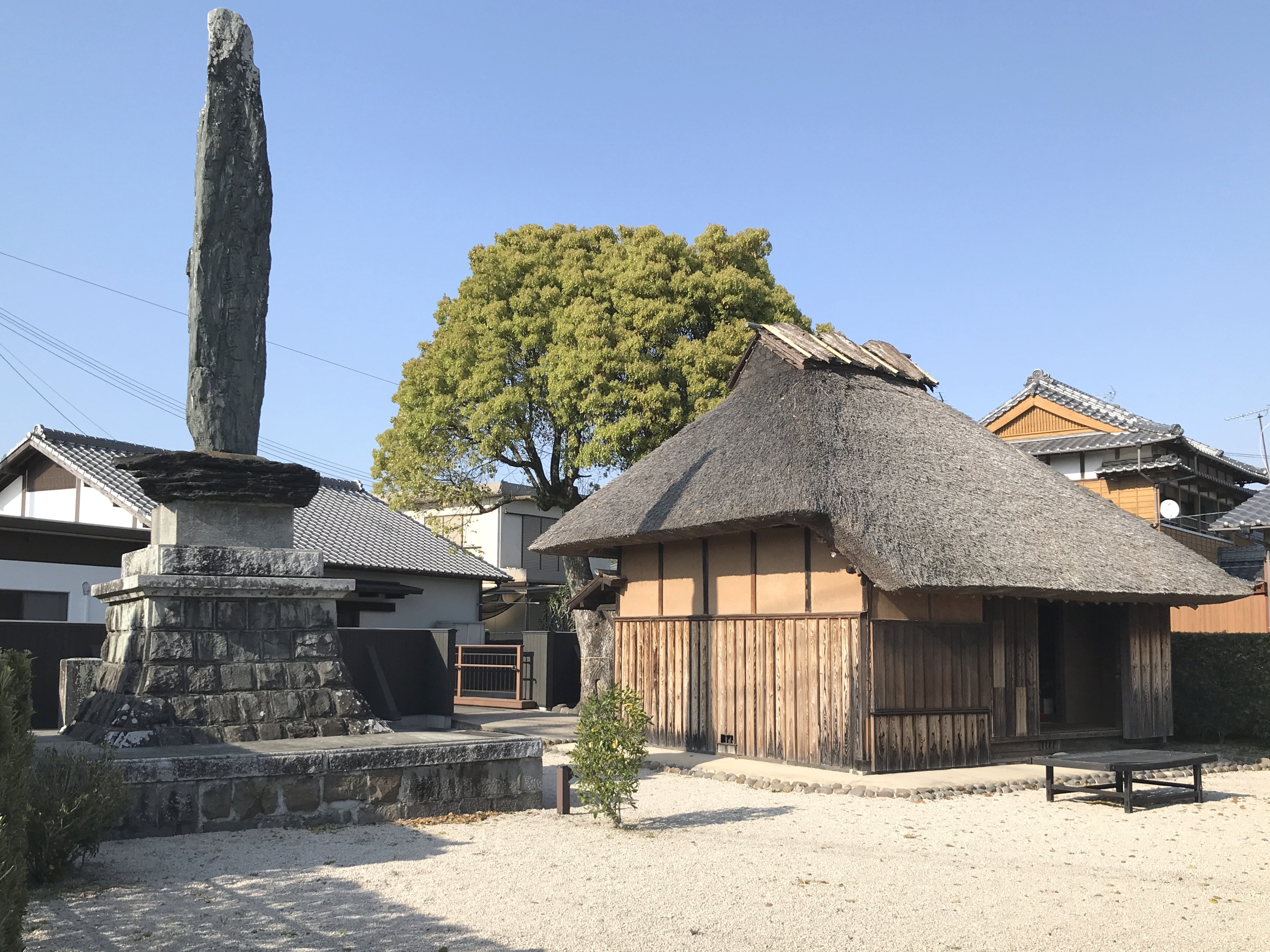
山梔窩と記念碑（筑後市水田）

山梔窩（さんしか）は、幕末の尊攘志士の真木保臣が久留米藩の藩政改革に失敗して謹慎させられた家。

## 概要
- 別名くちなしのやともいう。[1]
- 前庭には老松,種竹,芭蕉などあり。また前には下川という小流があり橋を架けたとされる。  山梔はくちなし,窩は小屋の義。訓読みしてくちなしのやと命名したとされる。  一説には庭前にクチナシの花が咲き乱れていたとも。[2]
- 現在の建物は[注釈 1] [3]福岡県筑後市大字水田242番地1・242番地2にある。山梔窩地図
- 山梔窩歴史交流館(交流施設とも)　略称：くちなし庵（福岡県筑後市大字水田115番地5（2018年-））が隣接している。
- 元治元年(1864年）7月21日の真木保臣没後、建物は橋本久次が購入、東方28間（1間は1.82m）離れた水田中町73番地に移築し居宅としていた。[4]
- 明治45年(1912年）1月、真木保臣顕彰会が発足し、水田尋常小学校校長近本甲五郎らによって建物の保存や顕彰碑建設計画が始まる。橋本久次の孫丑太郎は計画に賛同し建物を提供した。[4]
- 大正3年(1914年)5月、建物を元の場所に移築しようとしたが、渕上権太郎所有地となり使用中であったため、東隣の城崎政四郎および荘山彦次郎所有地の一部を購入し、小流下川を一部埋めて板橋を架した上に移築、記念碑完成。[5]
  - 前銘　（碑面）　真木和泉守摘居之処　正二位勲一等伯爵土方久元書　（台石）京洛陰雲掩　日光、長防殺気度　空蒼　東奔西走中途歿、遺跡昭々千戴芳、　大正三年三月　八十二翁　正二位伯爵土方元書　
  - 後銘　（台石）　水田者。真木泉州先生。触久留米藩忌諱。自嘉永壬子至文久壬戌。十有一年間所幽囚之地也。当此時、先生雖起臥乎茅屋山梔窩。志気益振。内則養成小年志士。以説大義名分。外則惹天下有為之士。以窃議王室振興之策。至誠之所激。遂得以促進明治中興之機運矣。此処即所謂山梔窩之所在。而当年之策源地也。大正甲寅顕彰会。建設先生銅像於久留米瀬下。我八女郡有志者。亦憂其旧跡之堙滅。興顕彰会謀。建此碑。以謀不朽。　桜雲　近本甲五郎謹撰

- 昭和12年(1937年)　、建物西隣の渕上権太郎転居により、小流下川を一部埋めて板橋を架した上にあった建物を元の場所に移築。水田村役場に近く村役場事務室、公民館、筑後郷土史研究会として利用された。[6]
- 昭和40年(1965年)9月、山梔窩保存会（会長：筑後市長、会員：市議会議長、総務文教委員、教育委員、水田校区行政区長、社会教育課長、郷土史研究会代表3名）結成に伴い、建物西隣に記念碑位置変更（12月4日竣工）。[7]

## 歴史

### 蟄居の経緯
嘉永4年（1851年）,真木保臣,木村三郎,稲次因幡（正訓）,水野丹後（正名,渓雲斎）の外同志一党は有馬頼咸に対して意見書を上申した。保守派の家老や内同志を藩政から追放し,代わって外同志が推す木村三郎,水野丹後（正名,渓雲斎）,馬淵貢を起用するものであった。
当時,久留米藩では村上量弘（守太郎）,木村三郎,真木保臣ら藩士が水戸藩に遊学し天保学を学んだ後,藩内で広がり天保学連が一大勢力となるものの,村上守太郎率いる佐幕開国派（公武合体派）で藩政執行部内に籍を置く「内同志」と真木保臣率いる尊王攘夷派で改革を説き藩政外に籍を置く「外同志」の二派に分裂し対立があった。
「内同志」には野崎平八,今井栄,不破孫市,不破美作,有馬河内監物（昌長）がおり,「外同志」には木村三郎,水野丹後（正名,渓雲斎）, 稲次因幡（正訓）,小河真文がいた。
嘉永4年（1851年）12月15日,稲次因幡（正訓）が登城, 有馬頼咸と会見し,家老有馬河内(昌長)らに有馬頼咸廃立の意図があることを告げ,改めて外同志一派の起用を迫った。稲次因幡（正訓）の訴えを聞いた有馬頼咸は激怒して有馬河内監物（昌長）以下の取り調べを命じ,有馬河内監物（昌長）,稲次因幡（正訓）,水野丹後（正名,渓雲斎）ら関係者を謹慎させ,真木保臣も勤番塾に謹慎となる。
嘉永5年（1852年）5月17日,党を組んで藩政を非難したとして外同志一同に対し無期禁固同様の厳罰処分が下された。
真木保臣への申渡書には「忠誠に事寄せ証拠なき妄言を以て（中略）御政道を妨げ候段,職分忘却不届きの至り」とあり,22代水天宮司の職を解かれ,弟大鳥居氏((理兵衛信臣（啓太信臣))邸に蟄居となった。
その様子は真木保臣の日記,南僊日録に記録がある。
嘉永5年（1852年）壬子夏4月9日。朝,寺社奉行馬淵氏,予を徴す。予は暗會する所があったので後に梳浴し,弟妻兒を呼び,後事を託して出る。
馬淵氏は己の客間に在り。馬淵氏曰く「命はある,汝を率いて右近太夫（家老有馬右近）の屋敷に詣るべし」。午後10時頃,問いただされた。夜,勤番塾（長屋,門横にある建屋）に幽される。

### 蟄居の命が下り水田へ
嘉永5年（1852年）5月17日午後10時前,寺社奉行馬淵貢の附吏緒方清兵衛が来て曰く,「命あり,宜しく馬淵氏に詣るべし」とのこと。雙刀を授かり乃ち衣を更へて詣でる。馬淵氏譴書を読む。
汝を以て汝の弟大鳥居氏((理兵衛信臣（啓太信臣))に幽す。宜しく直ちに到るべき也。と水田での蟄居を命じられた。永田但馬は先に在り,送りて国外に至る。亦命なりと言う。
津福社にて休憩し,僕の太助を待つ。夜半始めに来る。草鞋に履き替えて行く。藤田川で飯,水田に至る。夜巳に明けたりとあるため、夜明け頃に水田に到着している。
なお,休憩した津福社は二社合併の津福今神社と津福八幡神社の計3か所が想定されるが特定は出来ない。
津福今神社は福岡県久留米市津福今町字足形にあった村杜八幡神社（応神天皇祀）と同字々南出口にあった村杜天満神社（菅原道真祀）が大正3年（1914年）8月に合併,同津福今町199に移転改称されている。津福八幡神社（応神天皇祀：由緒不明）は福岡県久留米市津福本町1074にある。境内には昭和7年（1932年）九州鉄道株式会社（後に西日本鉄道株式会社）が福岡－津福間の開業に伴い,津福駅建設のため移転された田中神社がある。田中神社は慶長7年（1602年）筑後国領主に田中吉政が着任し,柳川街道（現在の福岡県道23号）を作るなどの功績を残したとされる。
- 大鳥居家の本家は太宰府の延寿王院信全。信全は菅原道真の子孫で僧籍であり,三条実美の父である三条実萬とは従兄弟。[12]

- 外同志の真木保臣と内同志の馬淵貢は水戸学を奉じた天保学連の元同士であった。真木保臣と同じく稲次因幡（正訓），水野丹後（正名,渓雲斎），木村三郎も重罪となったこの処分は「嘉永の大獄」と言われる。真木保臣が一番軽い処分であった。稲次因幡（正訓）は翌年に自刃，真木保臣,水野,木村は後に解囚された。

- 真木保臣の弟は3人,理兵衛（信臣）,弥伝次（氏就は天保8年（1837年）2月,太宰府小野氏倫の養子となり小野加賀を名乗る）,外記（直人）がいた。[13]

- 理兵衛（信臣）は天保元年（1830年）,14歳の時に水田天満宮留守別当職大鳥居八兵衛の養子となり,大鳥居啓太信臣を名乗る。[14]

- 真木保臣の家族は妻睦,鱗太（早逝）,佐忠主馬（23代久留米水天宮司）,彦三郎（早逝）,小棹,菊四郎である。四男菊四郎には妻はつ,子さき,みや（後に真木保臣の二男主馬の子,勤四郎（真木保臣の弟外記の子であったが主馬の養子となる）と婚姻,子長時）がいた。また菊四郎は四男であるが,鱗太と彦三郎が早逝しているため後に二男とも。[13][15]

- 蟄居直後は大鳥居家の一室を間借りしていた。[14]

### 山梔窩建築
嘉永5年（1852年）10月20日,大工茂七（筑後市尾島）と家の規模を決めた。 11月7日より木材搬入,翌年7月17日基礎工事,8月6日完成。なお、この日は12代将軍徳川家慶が死去したと水田に伝わった日でもある。
嘉永6年（1853年）8月6日、完成。
- 「山梔は口無しと訓ず。則ち取りて吾が庵に命ず」別名くちなしのやとは「藩政に口を出し蟄居を命じられたことに以後は何事にも口を出さない」との意が込められている。[16]
- 蟄居については以下の詩を詠んでいる。

安政元年（1854年）2月15日、山梔窩塾を設立。

### 山梔窩脱出
文久2年（1862年）2月16日,脱出する。真木保臣の蟄居は9年9ヶ月であった。
脱出時は黒頭巾,白木綿の鉢巻,伊賀袴を履き,肩には両掛姿の出で立ち。大鳥居家所蔵の槍を提げた。
脱出前に一首詠む。
門下生の淵上謙三が槍,吉武助左衛門が火縄銃で久留米藩の捕吏を威嚇し山梔窩を出立,鹿児島へ赴く。17日，高瀬（熊本県玉名市）の松村大成邸で四男真木菊四郎と合流。悪天候の航海の後,21日に阿久根,27日に鹿児島に到着した。
入薩前にも一首詠む。

### 山梔窩脱出の経緯
文久元年（1861年）10月15日,平野国臣が山梔窩を訪れ（3回目）,真木保臣に「薩摩藩を頼り尊王攘夷の志を遂げたい」と語った後,12月6日には清河八郎が訪れ,意気投合。12月25日,平野国臣,伊牟田尚平,清河八郎が瀬高(福岡県みやま市)に到着した際,真木保臣は山梔窩を抜け出して3人と会談,決起の意思を固めたとされる。

文久2年（1862年）2月1日,薩摩藩命による江戸行の途中で薩摩藩士柴山愛次郎,橋口壮介が山梔窩を訪ね,平野国臣も同席した席上で2月25日に島津久光が上京することを知らされるが,島津久光には討幕の意思が無く公武合体の考え方にとどまっていることを聞き失望。
2月4日,京から帰国途中の大久保利通を宿場羽犬塚（福岡県筑後市）で淵上郁太郎淵上謙三の姉婿であり,門下生でもある吉武助左衛門邸で待ち受け協力を求めたものの,この頃大久保利通は島津久光側についており同意は得られなかったことから2月16日,脱出に至る。 脱出直前の文久2年（1862年）2月12日夜、真木外記は真木保臣の妻睦と子小棹を三潴郡本村上野の自宅に招き真木保臣との決別をなさしめた。真木保臣は睦に「この度の義挙が蹉跌したら、その罪は一族に及ぶであろう。汝等も覚悟してそうなったら潔く自刃せよ」と伝え左文字・吉光の短刀を各々に与える。吉田丹波博文（水野丹後の弟）を招き後事を託した。

### 山梔窩脱出後
薩摩藩に到着した真木保臣と門下生の淵上謙三,吉武助左衛門,真木菊四郎は薩摩藩島津久光一行に加わり,上京を試みるが討幕の意思を持たない薩摩藩から同行を拒否されたため
別行動となり文久2年（1862年）4月21日,大坂（大阪）到着。
大坂には田中河内介のほか,各地の志士たち,薩摩藩の有馬新七ら尊攘討幕派が集い,討幕挙兵計画が進められていた。義挙に加わり京に向かうため,真木保臣,淵上謙三,吉武助左衛門,真木菊四郎ほか門下生鶴田陶司，酒井伝次郎，原道太，荒巻羊三郎，古賀簡二，中垣健太郎の計10名は4月23日,寺田屋に集結。
寺田屋には島津久光が派遣した鎮撫使の奈良原喜八郎ら9名が到着し,会談に臨んだ有馬新七,柴山愛次郎,橋口壮介らを上意討ちとした。真木保臣一行は別棟にいたため,当初は幕使の襲撃と見たが，後に薩摩人同士の同士討ちであることを知る。
奈良原喜八郎は残りの薩摩人に対し,島津久光は義挙に懐柔していることを伝え,共順を求めたが納得しないことから田中河内介を調停役とした。田中河内介は真木保臣に同席を求め,今後の計画を後日に期することとしその場を収める。
真木保臣は京都で待機していた久坂玄瑞に門下生を派遣し義挙失敗を報告。翌24日,真木保臣を訪ねてきた久坂玄瑞と会談,志士たちは自藩に戻ることとなる。真木保臣は再び幽囚となる。田中河内介,秋月藩の海賀宮門らは薩摩に向かう船中で薩摩藩により殺害され海に投棄，田中河内父子の遺体が小豆島に上がる。

### 謹慎解除
文久3年（1863年）2月4日,謹慎解除となる。
久留米藩では嘉永以来の保守派重臣派が藩政を掌握しており,真木保臣ら討幕派を弾圧する傾向であった。他方で中央情勢次第では真木保臣らの存在を必要とする状況となれば脱藩の罪を許し,これを利用し中央政界進出の契機としたい考えもあったとみられる。
池尻茂左衛門（葛蓽）らかつての天保学連外同志の流れを引くグループが,長州藩,公卿有志の間に真木保臣の保釈を実現するために奔走し,保臣,弟外記,二男菊四郎ほか謹慎が解除された。

### 修復記録
大正4年（1915年）,久留米水天宮祠畔に真木保臣銅像建立,水田村の山梔窩を修復するとの記録がある。
平成17年（2005年）,台風災害による修復工事
平成25年（2013年）,北部九州豪雨災害による修復工事

## 蟄居生活

### 蟄居に伴う後任宮司について
第22代水天宮司真木保臣の嘉永の大獄による幽囚に伴い,真木家も謹慎処分となったが真木保臣蟄居後の8月に漸く赦された。二男時次郎主馬が23代目宮司の神職として藩に伺うものの何ら音沙汰もなかったとされたが,9月22日夜,真木保臣の甥の固太郎から時次郎主馬に襲職の命が下ったことを聞き安堵したとされる。
翌嘉永6年（年）3月29日京都卜部家で神道免許状を得,10月10日に有馬慶頼に初目見得を成した。初めて神職になった時次郎主馬は11月に密かに真木保臣の蟄居先である大鳥居家を訪れて神秘の法を授かった。真木保臣は時次郎主馬に対して懇々切々,過ちが無いよう念じていた。　

### 子弟教育
嘉永5年（1852年）5月17日,真木保臣が水田に移ると青年たちの間で従学を希望する者が多く現れている。既に理兵衛が8歳以上12歳以下の子供に孝経や四書五経を教えていたが子供の数が増え理兵衛1人では手が回らなくなっていた。
山梔窩塾での教育方針は国家有用の人間に育てることであり,学問をはじめ,作詩,習字,相撲,弓道,剣道など門下生に教えた。まず国史により日本の歴史を教え,春秋左氏伝と新論などを教科書として用いて作文,作詩を勧めた。教授法は文字の意義だけではなく,どのような気持ちで読んでいるかなど反問し懇切丁寧に教えたとされる。門下生のほとんどは正規の武士の身分ではなく,庄屋,村役人,医者,神職であったが,真木保臣の指導のもと志士に成長して維新運動に参加した。
真木保臣と盟約を結んだ者は大鳥居啓太宜臣の長男固太郎,冨安村里正水田喜七の長男謙次,二男太三郎,水田村伯樂（馬医）淵上祐吉の長男祐二郎,二男郁太郎,東北院信淳の五男角大鳥居照三郎,天満宮社人池上主水,常用村里正古賀簡二などであった。

山梔窩がある筑後市水田では水田天満宮主催の「笠着連歌会」が年1回開催されていた。山梔窩塾生も漢詩学習の一環として百詩作る課題にも取り組んでおり,嘉永6年（1853年）3月30日に大鳥居固太郎が，4月2日に淵上郁太郎が百詩を達成した。このように真木保臣は一緒に達成を祝っている。4月3日は淵上郁太郎の父祐吉も酒肴を持参し一緒に祝っている。城府を設けず,ある時は諸生を招き,酒を酌み交わし,父母兄弟とも語り合い,門下生のために努力をしていた。そのため諸生は深く真木保臣の言葉に感銘し,水や火をも辞せずとの念を持つに至った。久留米において主張した天保学は水田の地においても拡がることとなった。

### 門下生父兄との信頼関係
門下生の父兄は真木保臣を深く信頼しており,命名までお願いしている。大鳥居菅吉の信任、淵上祐二郎の祐之、淵上郁太郎の祐廣、淵上謙三の祐利、榮三郎の磐靭、根三郎の忠篤、謙次の貞恒、舎人の敏功などがある。また、淵上兄弟や角照三郎など遠方まで出向く際、その父兄は真木保臣に意見を聞いたうえで許諾している。
門下生のうち,淵上祐二郎（淵上郁太郎・謙三の兄）は嘉永6年（1853年）2月26日に肥後に赴き,鳩野宗巴に医術を学び,翌安政元年3月24日には東都に遊学し會澤伯民正志斎に学ぶ。後に京都で遊学するも安政2年6月に病に冒される。医者の弟淵上郁太郎が上京し看病するも病死。遺体は現地に葬り,遺髪を持ち帰り来迎寺に埋める。その際、真木保臣は密かに山梔窩を抜け出し,祐二郎父の淵上祐吉を慰め，来迎寺に詣でその墓に拝した。

### 討幕・王政復古運動に向けた情報収集
蟄居の身である真木保臣に代わり,弟外記・嗣子主馬をはじめ門下生が情報収集に努め新知見をもたらしている。記録した書物に「異聞漫録,四巻」（久留米水天宮保管）がある。ペリーの浦賀来航に始まりペリーの容姿や軍艦の絵姿,幕閣有志大名の動静,文久2年（1862年）5月の攘夷派志士によるイギリス公使館東禅寺襲撃事件で終わっている。真木保臣は山梔窩に居ながらにして中央情勢を知り,対策を考えることが出来たのである。

### 家族との関り
家族との面会は正規には出来なかったものの,妻睦とは手紙（久留米水天宮保管）を20数通交換している。また理兵衛宅などで密かに夜に会うことで意思の疎通をはかり日常の用事を済ましている。

### 来訪者
来訪日は南僊日録に記載。
1. 池尻茂左衛門（ 葛覃 ）　嘉永5年（1852年）12月19日,久留米,明善堂教官,正四位,文久三年（1863年）七卿落ちに伴い幽囚,明治11年（1878年）11月13日死亡。元治元年（1864年）禁門の変で敗走し,7月21日真木保臣と天王山で自決した池尻茂四郎は養子。 [37][38]
2. 舟曳大弐（大滋）嘉永6年（1853年）6月6日,久留米,舟曳伊勢守大枝久留米大石神社神職の子。歌人でもあり後に玉垂宮司。[39]弘化4年（1847年）死亡説があり『淵上兄弟』94頁記載の訪問日については誤りの可能性がある。舟曳大滋死亡日[37]
3. 延寿王院信全　嘉永6年（1853年）9月17日,太宰府[37]
4. 宮崎阿波（宮崎阿波守信教）嘉永6年（1853年）11月6日,三潴,従四位[37],三潴郡蛭池村三島神社神職,明善堂教官,真木保臣が国学,和歌を学ぶ。[40]
5. 僧　素芳　嘉永6年（1853年）11月15日，薩摩[37]
6. 小野加賀　安政元年（1854年）9月18日,大宰府,真木保臣の実弟である。[37]
7. 鈴木重胤　安政元年（1854年）7月12日,江戸[37]
8. 加藤常吉　安政2年（1854年）2月26日,久留米,京都天王山で真木保臣と自刃,正五位>[41] [37]
9. 山本実　安政2年（1855年）4月17日,久留米[37]
10. 田中河内介　安政3年（1856年）5月11日,京都,中山卿家臣,寺田屋事件後に薩摩藩に囚われ,文久2年（1862年）5月1日大坂出発,日向に向かう播磨灘の船上で田中河内介父子は斬殺され,縄で縛られた遺体は海に捨てられ小豆島に上がる。[37] [25]
11. 大橋陶庵　安政6年（1859年）5月14日,江戸,大橋順庵の養子[37]
12. 松村深蔵　松村大成の子，安政7年（1860年）9月26日,肥後[37]
13. 松村大真　松村大成の子，安政7年（1860年）7月22日,肥後,寺田屋事件に関わる。[37]
14. 半田門吉　安政7年（1860年）11月2日,久留米文久3年（1863年）天誅組で挙兵するも敗れ長州に潜伏。元治元年（1864年）7月19日,禁門の変で負傷後,鷹司邸にて自刃。31歳。[41][42]
15. 平野国臣文久元年（1861年）10月15日,10月23日,10月20日,11月29日計6回来訪。正四位[43][44][注釈 4]
16. 水野又蔵　万延2年（1861年）7月21日,久留米[42]，正剛とも。水野正名（丹後,渓雲斎）の弟。明治元年（1868年）5月,応変隊隊長,箱館戦争に関わる。明治2年（1869年）横浜からの帰途中に遭難7月10日死亡。[45]
17. 清河八郎　文久元年（1861年）12月6日,出羽庄内[43]
18. 轟武兵ヱ　万延2年（1861年）12月12日,肥後,寺田屋事件に関わる。正四位[43]
19. 安積五郎　文久2年（1862年）1月5日,江戸,正五位[43]
20. 柴山愛次郎　文久2年（1862年）2月1日[44],薩摩,寺田屋事件にて死亡。[37]
21. 橋口壮助（介）[注釈 5]文久2年（1862年）2月1日[44],薩摩,寺田屋事件にて死亡。[37]
22. 宮部鼎蔵　文久2年（1862年）3月5日,肥後,池田屋事件にて死亡。正四位[37]
23. 今島勝蔵　日付記録無し,因幡[42]
24. 伊牟田尚平　日付記録無し,藩/国記録無し,[37]

## 山梔窩塾生

### 塾生
以下のとおり。記載名,順は山梔窩塾勤王家一覧表による。
- 大鳥居理兵衛信臣（大鳥居啓太信臣）,神官,従四位,後に文久2年（1862年）2月19日（20日の説も[22]）筑前黒崎にて駕籠の中で自刃[47]。
- 水田謙次,里正,従五位,久留米藩士池尻岳五郎,古松簡二とともに水戸天狗党の挙兵に加わり,元治元年（1864年）8月13日筑波山で戦死[48]、筑波山では武田耕雲斎,藤田小四郎と挙兵。

- 吉武助左衛門,里正,羽犬塚人馬問屋の山口嘉助の養子となり嘉兵衛となるが後に嘉助に男子が生まれたため山口家を譲り里正となる。[49]助左衛門妻そでは淵上郁太郎と謙三の実姉。文久2年（1862年）2月4日，人馬問屋の助左衛門邸に薩摩藩大久保一蔵（大久保利通）が立寄り真木和泉守保臣,平野国臣,淵上郁太郎が倒幕協力について会談している[50]。
- 古松簡二,医師， 医師清水潜龍の子,父が生まれた上妻郡福島町古松にちなみ古松を名乗る。文久3年（1863年）脱藩,筑波山義挙に関わり広島で3年入獄,久留米藩難に関わり東京で入獄,入獄先でコレラが発生し囚人の看病を努めるも自身も感染し明治15年（1882年）病死。48歳。[51][52][53]
- 大鳥居固太郎，水田天満宮留守別当職大鳥居啓太信臣の長男で真木保臣の甥,足を患っていた啓太信臣の後継者であったが､後に安政2年（1855年）10月26日,水天宮訪問時に熱病となり11月3日死亡,20歳。[54]。
- 淵上郁太郎,医師,弟は淵上謙三である,正五位,慶応3年（1867年）2月18日柳川領内にて暗殺。29歳。
- 角大鳥居照雄,神官,真木保臣脱藩前に淵上郁太郎と長州藩へ入る。三条実美の護衛となる。明治2年（1869年）水田天満宮祀官,明治4年（1871年）12月,大楽源太郎隠匿の罪で入獄,明治6年（1873年）8月12日病死,37歳。
- 下川根三郎,神官,淵上郁太郎妻政子の実弟,真木保臣脱藩入薩後入洛,三条実美の護衛，七卿落ちに伴う。慶応3年（1867年）11月投獄,明治2年（1869年）解囚後は藩の軍部局員,明治4年（1871年）東京の久留米藩邸で事務,明治9年（1876年）帰郷,明治25年（1892年）病死。
- 酒井伝次郎,藩士,従五位, 藩老有馬右近の家臣。寺田屋事件に関わり幽囚。解囚後の文久3年（1863年）天誅組で挙兵するも八月十八日の政変で敗れ京都で入獄。元治元年（1864年）2月16日処刑。26歳。[55]
- 古賀簡二（1835-1882）,藩士,正五位,真木保臣脱藩入薩後,文久2年（1862年）6月18日寺田屋騒動に加わる。保臣と共に捕えられ大阪久留米藩邸に幽閉，文久2年（1862年）病死。23歳[56][57]。医家の二男に生まれ、勤王の志を抱き、水戸天狗党の筑波山挙兵に参加するなど活躍、維新後久留米に帰り、明善堂教官になったが、反政府運動家として捕まり、東京・石川島獄でコレラのため死去[58]。
- 鶴田陶司,医師,従五位, 寺田屋事件に関わり久留米藩に幽囚,解囚後の文久3年(1863 年)に中山忠光卿を担ぎ，大和(奈良県)での大和義挙・天誅組の乱に挙兵するも敗れ幕府側に捕らわれ，文久4年(1864 年)2月16日処刑される。25歳。[59] [60]
- 淵上謙三,医師,兄は淵上郁太郎である,従五位,後に忠勇隊。慶応2年（1866年）11月10日大宰府小野加賀邸玄関先で自刃。25歳。[61]
- 荘山舎人敏功,神官,真木保臣脱藩入薩後入洛,三条実美の護衛，七卿落ちに伴う。文久3年（1863年）10月投獄,慶応2年（1866年）10月の解囚後は藩の監察属,高良大社主典,水田天満宮社司，明治40年（1907年）7月死亡。
- 中垣健太郎,藩士,従五位, 後に寺田屋事件に関わり幽囚。解囚後の文久3年（1863年）天誅組で挙兵するも八月十八日の政変で敗れ京都で入獄。元治元年（1864年）2月16日処刑,24歳。[62]
- 荒巻洋三郎,神官,従五位, （半三郎、羊三郎とも）寺田屋事件に関わり幽囚。解囚後の文久3年（1863年）天誅組で挙兵するも八月十八日の政変で敗れ京都で入獄。元治元年（1864年）2月16日処刑,26歳。[63]
- 原道太,藩士,従四位,元治元年（1864年）7月19日,禁門の変で負傷後, 鷹司邸にて自刃。27歳。[64]
- 真木菊四郎,神官,従四位,真木保臣の四男,忠勇隊。慶応元年（1865年）2月14日,父真木保臣の意思を継ぎ薩長同盟を目指すも馬関（下関市観音寺付近）にて反対派に暗殺される。23歳。[65]
- 大鳥居次郎,神官,従六位,大鳥居理兵衛信臣の第2子,理兵衛信臣自刃の後の大鳥居家を守る,明治29年（1896年）3月6日病死。
- 横枕覚助（1844-1891）,里正,正八位,庄屋横枕兎平の子,古松簡二の影響を受けて、藩内農民でつくる殉国隊長などを務め、久留米藩難事件に関わり東京，新潟で入獄,明治7年（1874年）出所後は官途に就く,山梨県北多摩郡長となり、任地先の山梨でコレラにより死亡。[66] [67][58]
- 大鳥居菅吉,神官,大鳥居理兵衛の第3子,理兵衛自刃後は七卿落ちに伴い長州に下り王政復古に尽くす。明治4年（1871年）12月,大楽源太郎隠匿の罪で投獄,後に病死,28歳。
- 宮崎土太郎,大鳥居八兵衛の弟勘兵衛の子,真木保臣の弟大鳥居啓太宜臣の養母お悳の遠戚で久留米南薫町宮崎の養子となる。後に真木保臣の回天運動に関わる。　[68]
- 真木直人外記,従五位,真木保臣の実弟。忠勇隊。兄真木保臣と天王山で戦ったが、天王山と決別し長州に下る。後に浜田県知事（島根県）,明治34年（1901年）5月13日死亡。80歳。[69][70]

### 山梔窩塾規
主君,親への忠孝,朋友の信,礼節,立志など徳目,日常の生活態度,塾内の立ち振る舞いまで戒律が定められた。
日課では午後2時より質問,習字,午後4時以降は劇剣,相撲,日没後は習楽,午後8時より反復習得・習字,午後10時帰宅となっていた。毎月9日19日29日に詩会,4日14日24日に習字の会が行われた。

## 建物
- 萱葺屋根の木造平屋であり、北側の玄関を起点とし奥行4,880ｍｍ、幅5,960mmである。居室は玄関横に3畳、奥に4畳半の二間。[72]

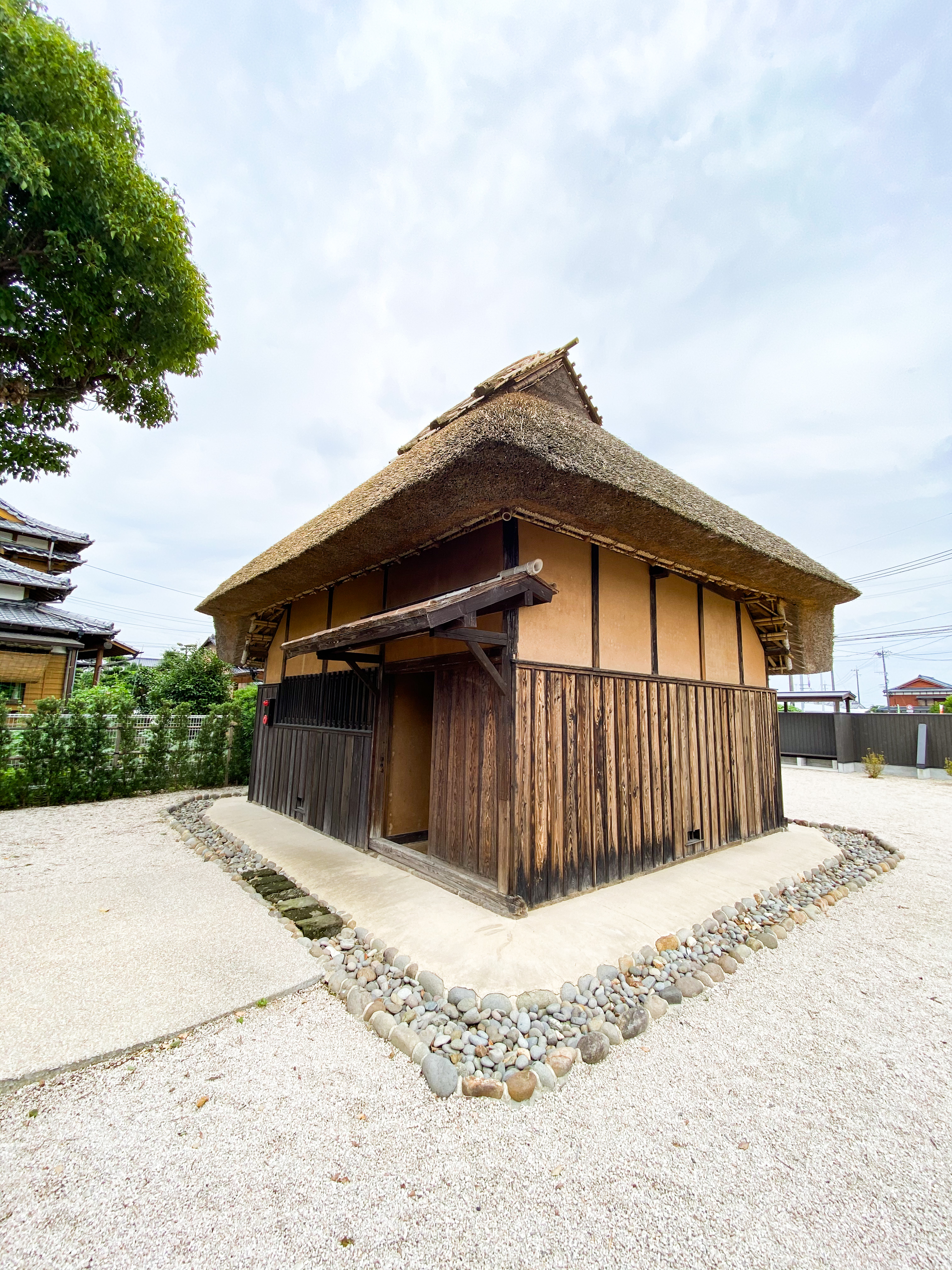
山梔窩（筑後市水田、撮影：2020年5月）
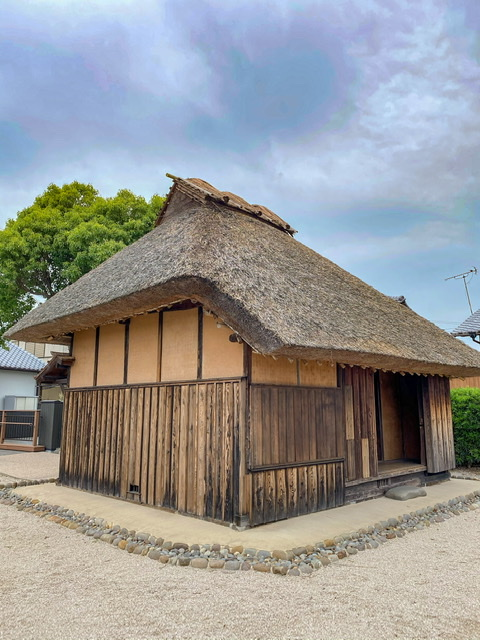
裏側（筑後市水田、撮影：2020年5月）
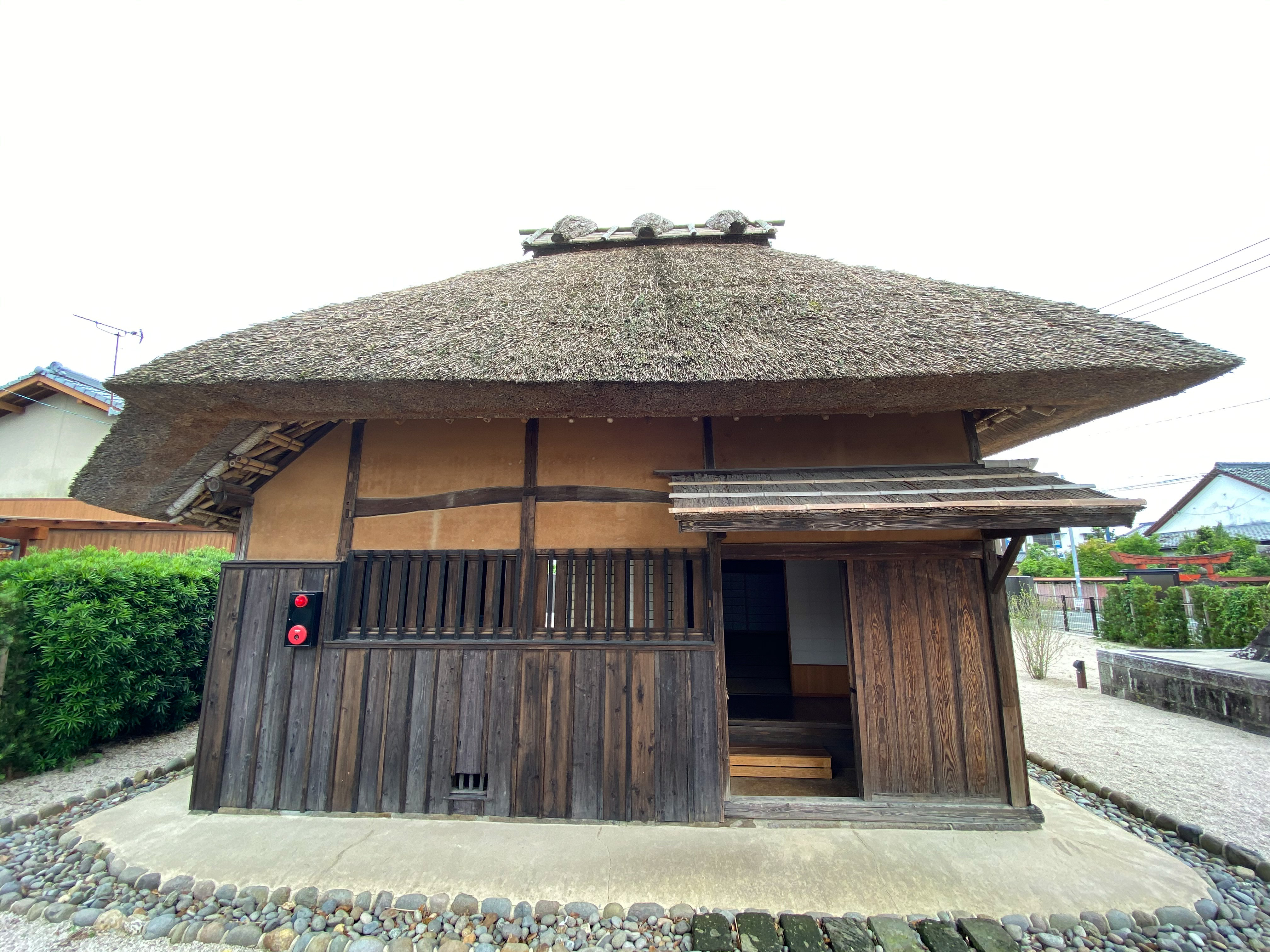
玄関側（筑後市水田、撮影：2020年5月）
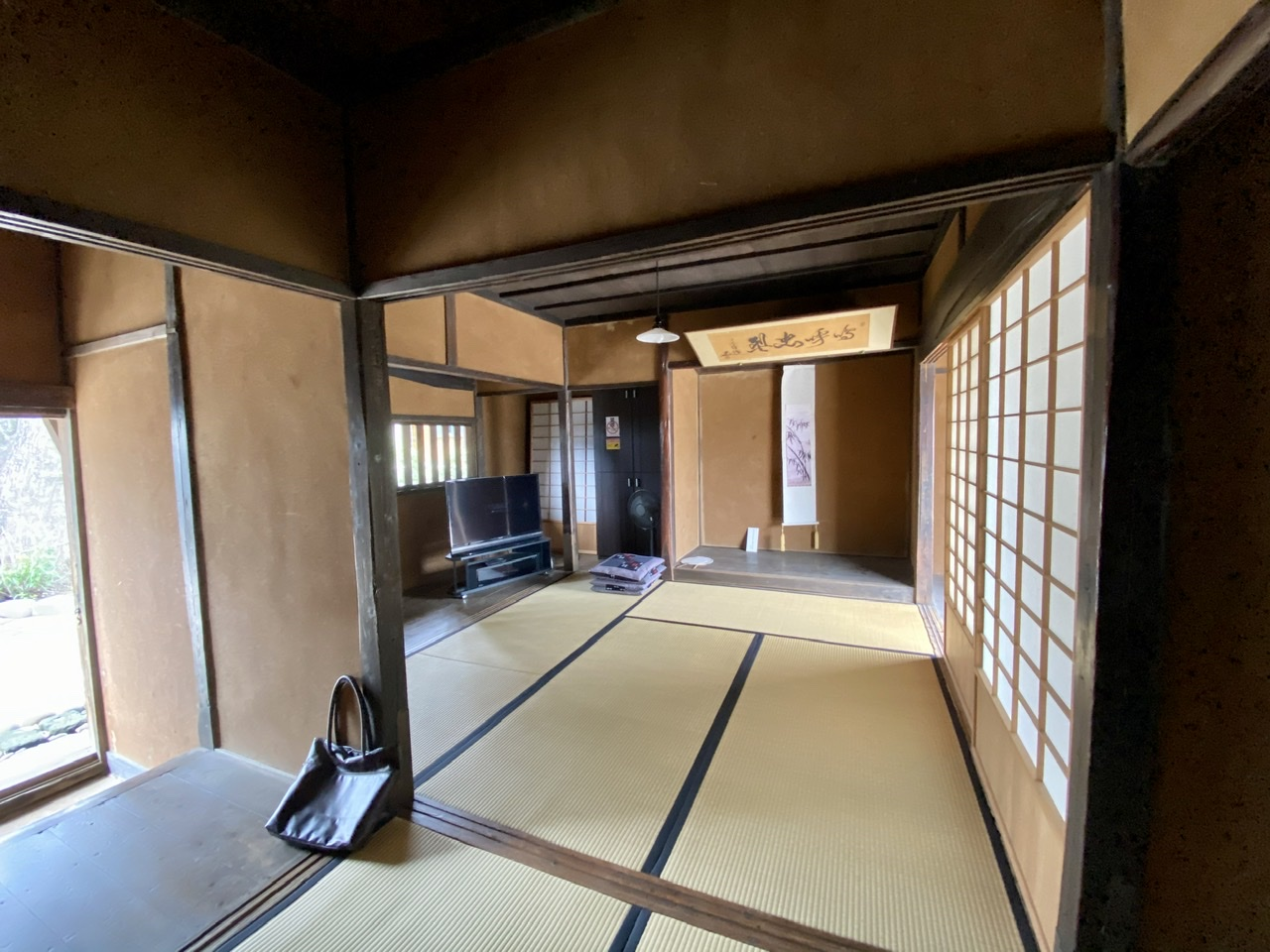
山梔窩手前は3畳、奥4畳半（筑後市水田、撮影：2020年5月）

### 模築
下記のところに山梔窩の模築がある。
- 久留米水天宮　-　福岡県久留米市（真木神社と真木保臣像の間にある）

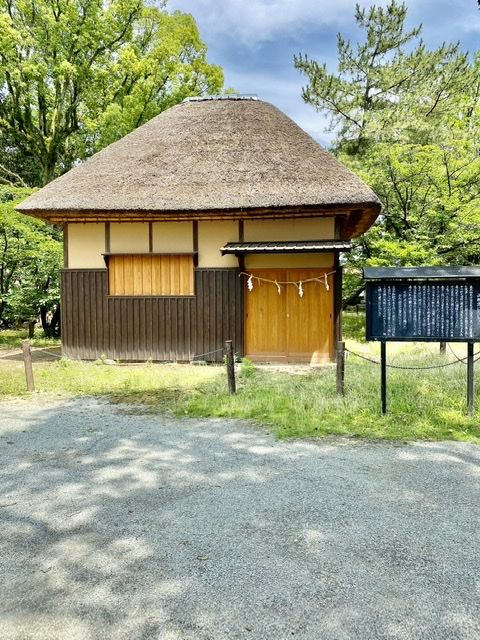
模築：山梔窩（久留米水天宮内、撮影：2020年5月）
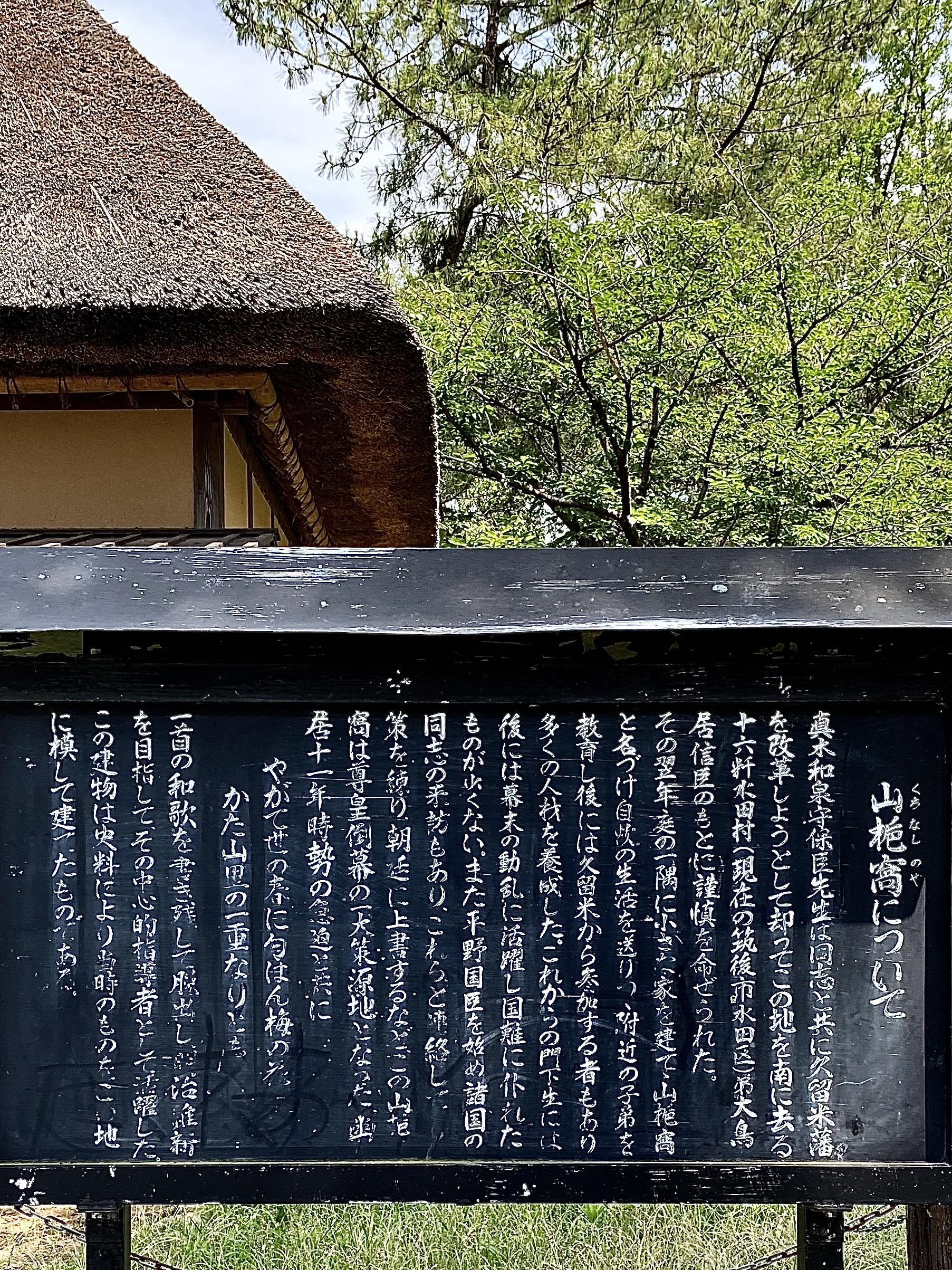
模築:山梔窩説明文近影（久留米水天宮内、撮影：2020年5月)

## 行事
- 5月17日　山梔窩祭[注釈 7]

山梔窩塾生関連
- 6月10日　蕉窓忌（光讃寺　筑後市溝口）,古松簡二,横枕覚助を偲ぶ会

## 文化財
- 福岡県指定文化財　史跡　昭和44年（1969年）10月20日指定

## 周辺施設
- 水田天満宮